# کانگوروی دم‌قلم‌مویی شرقی
کانگوروی دم‌قلمویی شرقی (نام علمی: Bettongia gaimardi) کیسه‌داری از تیره کانگوروهای موش‌وار، سردهٔ کانگوروهای دم‌قلمویی است که در استرالیا و تاسمانی یافت می‌شود. در سیاهه قرمز IUCN، این جانور در وضعیت در نزدیکی تهدید طبقه‌بندی شده‌است.